# Animax
Animax (în japoneză アニマックス, Animakkusu), stilizat ca ANIMAX în majuscule, este un canal de televiziune prin satelit japonez dedicat difuzării programelor anime. Lansat la 1 iulie 1998, Animax este prima și cea mai mare rețea de 24 de ore dedicată transmiterii anime-urilor. Canalul de asemenea a dublat desene importate în limba japoneză.
Animax este parte a AK Entertainment, deținută de Nojima, și are sediul în New Pier Takeshiba North Tower în Minato, Tokyo, Japonia. Canalul a fost inițial co-fondat de Sony Pictures Entertainment Japan, cu acționarii săi incluzând studiourile Sunrise, Toei Animation, TMS Entertainment și compania de producție Nihon Ad Systems.
Animax a operat anterior canale TV separate pentru Asia (patru transmisiuni separate pentru Asia de Sud-Est, Filipine, Hong Kong și Taiwan), Asia de Sud și Coreea de Sud; în plus față de deținerea sau acordarea mărcii de licență la mai multe canale de televiziune, blocuri de programe și platforme VOD în toată lumea. Din 2020, majoritatea acestor servicii au fost fie vândute la terți, fie închise complet.

## Istoric

### În Japonia

#### Sub Sony
A fost înființată și lansată pe 20 mai 1998, cu sediul în Minato, Tokyo, Japonia și condusă de Masao Takiyama și Yoshiro Kataoka. Din Octombrie 2009 a început să aibă și o versiune HD în Japonia, dar și în alte țări din sud-estul Asiei. Acționarii și fondatorii inițiali ai canalului includ Sony Pictures Entertainment Japan, Sunrise, Toei Animation, TMS Entertainment și Nihon Ad Systems. Printre fondatorii se numără și renumitul producător și designer de producție Yoshirō Kataoka.
Multe celebrități și personalități au apărut pe Animax cu propriile lor programe, Natsuki Katō fiind doar una dintre numeroși.
Naratorii postului sunt vocile lui Yukari Tamura și Kōsuke Okano, iar, din Octombrie 2007, și Sayuri Yahagi. Animax organizează diverse competiții în Japonia cu teme din Anime-uri, cum ar fi Animax Taishō Scriptwriting Competition și Animax Anison Grand Prix Anime Song Music Competition. Printre evenimentele organizate se mai numără și anualul Animax Summer Fest, un concert live ținut în fiecare an cu diverse formații muzicale japoneze, artiști și actori pentru a performa pentru public, de regulă ținut la Zepp Tokyo.
Animax, pe lângă rețeaua de televiziune, operează și un serviciu de televiziune prin telefonie mobilă. În februarie 2007, Animax a anunțat că va lansa un serviciu de televiziune prin telefonie mobilă prin rețeaua companiei MOBAHO!. A fost lansat în aprilie 2007, programele difuzate putând fi văzute de abonații companiei de telefonie mobilă.

#### Vânzare la Nojima
În 18 decembrie 2023, Sony Pictures Entertainment Japan a anunțat că o să își vândă acțiunile atât în Animax cât și în Kids Station la magazinul de electronice Nojima. Tranzacția a fost completată pe 1 aprilie 2024.
Sony a înființat mai întâi o nouă companie numită AK Media care apoi a preluat toate acțiunile în Animax și Kids Station de la proprietarii săi anteriori. Subsidiara AK Entertainment a Nojima a achiziționat apoi AK Media de la Sony. S-a speculat că Animax a fost vândut în ordine pentru Sony să se concentreze pe companiile sale globale de divertisment anime și streaming din SUA Funimation (care a fost achiziționată în 2017) și Crunchyroll (care a fost achiziționată în 2021) – care au fost de atunci fuzionate în Crunchyroll, LLC și operate ca un parteneriat cu Aniplex al Sony Pictures Entertainment Japan.
În mai 2024, AK Media a fost absorbită în AK Entertainment.

### Logo
Primul logo al acestui canal era un cerc turtit în care scria cu albastru Animax. Jumătatea dreaptă era colorată în verde, iar cealaltă era colorată cu albastru deschis. Al doilea logo, era doar un cerc turtit în care înăuntru scria cu albastru Animax. Al treilea logo este complet diferit. S-a renunțat la cerc, mărimea scrisului este mai mare și stilul e puțin schimbat. Culorile celui de-al treilea logo variază de la țară la țară.

### În România

#### Anime+
Anime+ a fost lansat în anul 2004 de către IKO Entertainment. Original, Anime+ se voia a fi un canal de filme de acțiune, dar această idee a fost pierdută. IKO mai avea în România canalul Minimax deținut de Chellomedia. (acum cunoscută sub numele de AMC Networks International). Cele 2 canale au fost partajate, împărțind aceeași frecvență. Minimax începea de la ora 06:00, iar de la ora 20:00 intra Anime+ cu un avertisment de vârstă. Primul serial cu care intra Anime+ de la ora 20:00 la ora 20:25 era destul de copilăros (ex.: Hello Kitty sau Kaleido Star), după aceea de la ora 20.25 era difuzat un serial mai matur (în dreapta jos apărea semnul 12+) ca și Inuyasha sau Yu Yu Hakusho, continuându-se cu următorul episod din acel serial, până la 20:50. De la 21:15 apărea un anime de tip seinen ca și Cowboy Bebop sau Blood+.

#### Bloc-ul Animax de pe Antena 1
Între anii 2002–2005, a existat un bloc de programe, numit Animax, ce avea sigla și ident-urile similare ca Animax Japonia. Acesta era difuzat duminică dimineața, prima data la 05:00, și după aceea la 10:30 pe canalul Antena 1. Acesta a fost închis prin septembrie 2007.

#### A+ Music
Prin 2007, IKO voia să lanseze un canal de muzica japoneza, numit A+ Music. El a fost în teste prin satelit intre iunie - iulie 2007. Pe 2 iulie 2007, A+ a devenit Animax, iar A+ Music a ieșit din ecuație.

#### Lansarea lui Animax
În România, a luat locul canalului Anime+ deținut de IKO Entertainment, La data de 2 iulie 2007. Toate programele difuzate au fost subtitrate în limba română. Canalul emitea de la ora 20:00 până la 02:00, în partajare a frecvenței cu canalul Minimax.
Animax s-a închis în România pe data de 31 martie 2014, în locul lui urmând să apară postul C8.

##### Ultima transmisiune Animax
Ultima transmisiune Animax a avut loc pe data de 31 martie 2014. Nu a fost anunțată închiderea Postului TV, așa că a fost o transmisiune normală. Ultimul serial difuzat a fost Fluviul Ucigaș la ora 23:15. Apoi de la ora 00:00 a apărut un anunț cu canalul de adolescenți C8.

## Erori
În timpul unei transmisiuni a seriei Dragon Ball Super pe canalul AXN în 2018, sigla  Animax a apărut pentru câteva secunde în partea stânga-jos a ecranului și fiind ușor transparentă.
Potrivit Softpedia, acesta eroare este falsă.

## Anime-uri difuzate în perioada 2011–2014
- Hello Kitty (2013–2014)
- Naruto (2008–2014)
- Bleach (2008–2013)
- B-Daman Crossfire (2013–2014)
- Cardfight!! Vanguard (2012–2014)
- Dragon Ball GT (2011–2014)
- Dragon Ball Z Kai (2011–2014)
- Digimon Fusion (2013–2014)
- Yu-Gi-Oh! Zexal (2012–2014)
- Vampire Knight (2011–2013)
- Kilari (2010–2014)
- Iron Man
- Blood+

## Seriale și reality show-uri difuzate în perioada 2011–2014
- Imbatabil Banzuke (2010–2013)
- Vrăjitoarele din Oz
- The Amazing Race Asia
- Cronicile Heavy Metal
- Doctor Who
- 90210
- Power Rangers Lost Galaxy
- Kamen Rider: Dragon Knight
- Kamen Rider Kuuga
- Kamen Rider Agito
- Kamen Rider Ryuki
- Kamen Rider 555
- Kamen Rider Blade
- Kamen Rider Hibiki
- Kamen Rider Kabuto
- Un varcolac adolescent
- Destinatii exotice
- Aventuri in bikini
- Vanatorii de fantome
- Ultraman Nexus
- WMAC Masters

## Anime-uri difuzate în perioada 2007–2011
- Kiddy Grade
- Mirage of Blaze
- Nodame Cantabile
- Nana
- Ghost in the Shell: Stand Alone Complex
- Ghost in the Shell: 2nd Gig
- Captain Tsubasa: Road to 2002
- Wolverine
- Carnetul morții
- Chrono Chrusade
- Fullmetal Alchemist
- Dino King
- Hellsing
- Blood+
- Yu Yu Hakusho
- Inuyasha
- Honey & Clover
- Blue Gender
- One Piece
- Gankutsuou: Contele de Monte Cristo
- Ghost Stories
- Ayakashi Ayashi
- Cowboy Bebop
- Detective Conan
- Full Metal Panic
- Kaleido Star
- Trigun
- PaRappa the Rapper
- Spiral: The Bonds of Reasoning
- Kyoro Chan
- Kamichu!
- Slayers
- Jigoku Shoujo
- Sadamitsu The Destroyer
- Wild Arms: Twilight Venom
- Cubix
- R.O.D: Read or Die
- D.I.C.E.
- Digimon Tamers
- Digimon Frontier
- Tokyo Mew Mew
- D.Gray-Man
- Gravitation
- Yu-Gi-Oh! (2007–2008)
- Yu-Gi-Oh! GX (2007–2009) (sezoanele 2–3)
- Yu-Gi-Oh! 5D's (2009–2012) (sezoanele 1–2)
- Sonic X
- Tai Chi Chasers
- Blue Dragon

## Desene animate
- Ben 10: Echipa extraterestră
- Chaotic
- Huntik secrete și căutători
- Șoimii Furtunii